# Armageddon
Pour les articles homonymes, voir Armageddon (homonymie).

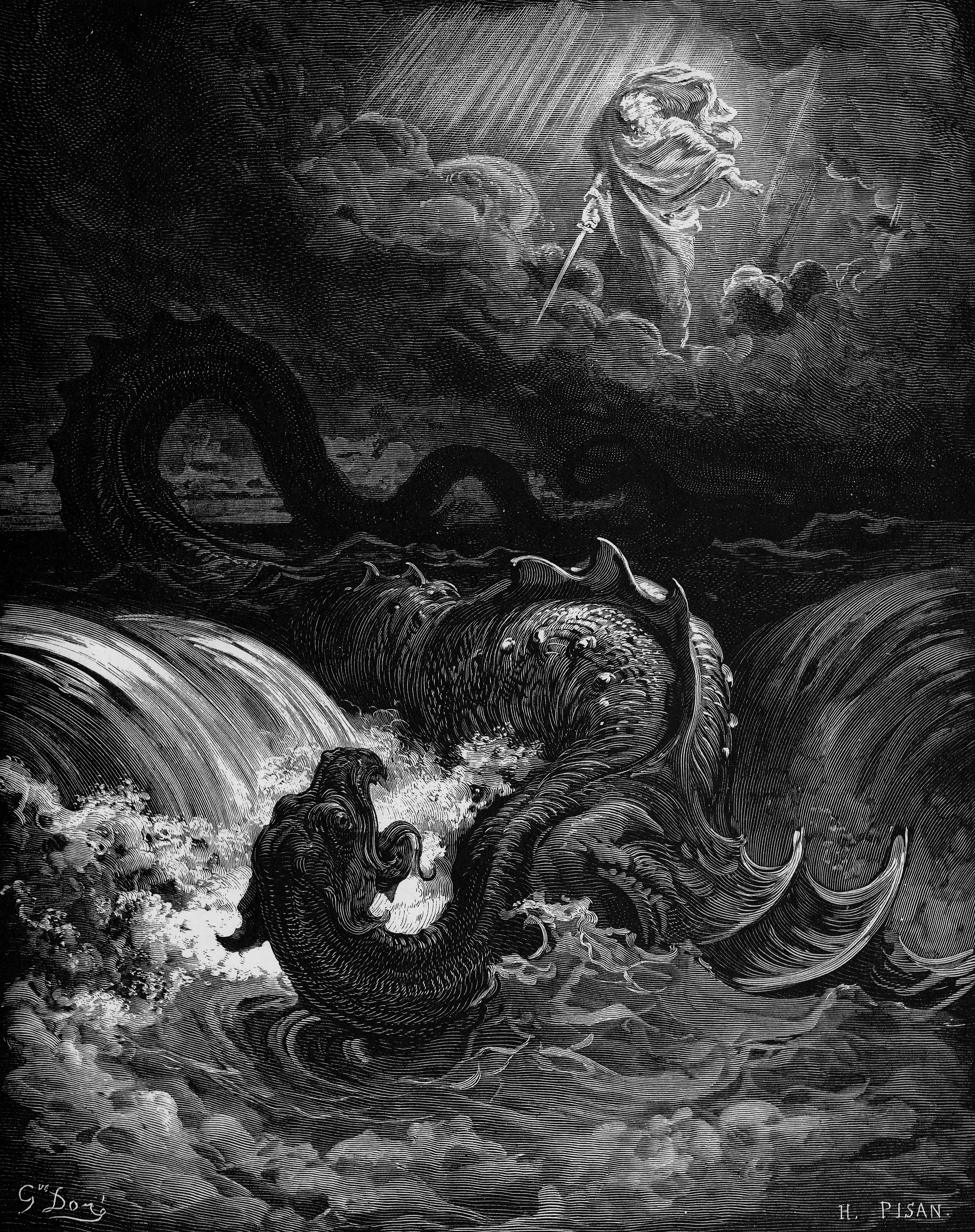
Destruction du Léviathan — une des multiples figures bibliques désignant Satan, gravure de Gustave Doré, 1865.

Armageddon ou Armaguédon (de l'hébreu : הַר מְגִדֹּו / har M'giddo, transcrit Ἁρμαγεδών / Harmagedốn en grec) est le nom du lieu de la bataille entre les rois de la Terre et le Dieu Tout-Puissant dans le texte de l'Apocalypse.
Ce terme scripturaire, qui peut se traduire par « montagne de Megiddo », est mentionné une seule fois sous cette forme dans le dernier livre du Nouveau testament : l'Apocalypse, au chapitre 16, verset 16. En utilisant ce terme, l’auteur fait allusion au lieu historique du tell de Megiddo, une colline de 21 mètres, dans la vallée de Jezreel en Israël, lieu stratégique de batailles décisives de l'histoire du royaume de l’Israël antique. Dans l’imaginaire collectif, ce nom peut aussi désigner le lieu du combat final entre le Bien et le Mal à la fin du monde, lors de la parousie de Jésus-Christ.

## Graphies
Parmi les traductions de la Bible, on trouve différentes graphies :
- Harmaguédon dans Segond, Neuchâtel et la Nouvelle édition de Genève ;
- Armaguédon dans la bible catholique Crampon ;
- Armagédon dans la bible Darby ;
- Armageddon dans Martin et Ostervald.

## Histoire et étymologie
En 609 av. J.-C., le roi Josias du « royaume du Sud » (le royaume de Juda) est vaincu et tué sur la colline fortifiée de Megiddo (Har Megiddo) par le pharaon Nékao II. Cette défaite, alors que le Dieu des défenseurs de Megiddo était censé les protéger, est ressentie comme une catastrophe, et c'est en son souvenir que le terme « Armageddon » est ensuite employé pour qualifier une destruction totale.
Ce terme est un hapax : il n'apparaît qu'une fois dans la Bible, dans le livre de l'Apocalypse (Ap 16,16), qui en parle comme d'un événement à venir : « Et les paroles inspirées ont rassemblé les rois au lieu qu’on appelle en hébreu Armaguédon. »
Le « rassemblement des rois de la Terre » annoncé en ce lieu est un résultat du déversement des sixième et septième coupes, les dernières plaies qui mèneront à son terme « la fureur de Dieu » (Ap 16:16).

## Langage courant
- Si vous ne connaissez pas le sujet, laissez ce bandeau (vous pouvez alors contacter les auteurs).
- Si vous supprimez le contenu mis en cause (vous pouvez préalablement contacter les auteurs),

argumentez précisément cette suppression dans la page de discussion
(un manque de référence n'est pas un argument ; une recherche réelle de référence doit avoir été effectuée, être formellement documentée).
Ce mot est utilisé pour désigner des batailles catastrophiques, éventuellement d'ampleur planétaire, et, au sens de bataille finale, celle dont l'issue donnera la victoire définitive. Ainsi, désigner une bataille à venir comme un Armageddon, c'est sous-entendre que perdre cette future bataille équivaudrait à l'annihilation de l’armée en déroute (Beevor, Antony, Armagedon, Editorial Critica, 2006).

## Dans la fiction
Le terme « Armageddon » a été fréquemment repris dans la culture contemporaine (voir la page d'homonymie).
Dans la série d'animation Beyblade Metal Fury, Armageddon est aussi le nom de l'attaque la plus puissante de Nemesis, dieu de la Destruction. Cette attaque porte bien son nom, puisqu'elle détruit tout sur son passage.
Dans la série de jeux vidéo Persona, Armageddon est le nom du sort le plus puissant du jeu et il ne peut être lancé que par Lucifer et Satan (il tue d’un seul coup tous les ennemis, boss compris).
Dans les jeux vidéo Call of Duty: World at War et Call of Duty: Black Ops, Armageddon est le nom de la version Pack-a-Punch (améliorée) de la Karabiner 98k (Kar98k).
Dans le dessin animé Souvenirs de Gravity Falls, les derniers épisodes se nomment « Weirdamageddon », contraction de weird (bizarre) et armageddon, épisodes où les forces du bien et du mal s’opposent bel et bien dans une sorte d’apocalypse (d'où le terme qui a été choisi comme traduction en France : « Bizarrapocalypse »).